# Agrostis emirnensis
Agrostis emirnensis é uma espécie de gramínea do gênero Agrostis, pertencente à família Poaceae.